# Luis VI de Hesse-Darmstadt
Luis VI de Hesse-Darmstadt (en alemán: Ludwig VI. von Hessen-Darmstadt; Darmstadt, 25 de enero de 1630-ibidem, 24 de abril de 1678) fue un noble alemán, landgrave de Hesse-Darmstadt desde 1661 hasta su muerte. 

## Biografía
Luis VI fue el primogénito del landgrave Jorge II de Hesse-Darmstadt (1605-1661) de su matrimonio con Sofía Leonor (1609-1671), hija del elector Juan Jorge I de Sajonia y de Magdalena Sibila de Prusia. Al morir su padre en 1661, se convirtió en landgrave. 
En 1661 fue admitido por el duque Guillermo IV de Sajonia-Weimar en la Sociedad Fructífera. En esta sociedad nobiliaria fue un gran amigo del duque Federico I de Sajonia-Gotha-Altemburgo, con cuya hermana se casó en 1666, y luego trabajó incluso en obras literarias. Después de la muerte de su primera esposa, escribió numerosos poemas. 
Convocó al teólogo y pietista Johann Winckler como pastor de Homburg, y nombró a Wolfgang Carl Briegel maestro de capilla. Mediante la compra de la biblioteca de Johann Michael Moscherosch, se fundó realmente la biblioteca de la corte de Darmstadt. En 1662, recibió el regencia de Eberstadt con el Castillo de Frankenstein, y en dicho año construyó el Glockenbau en el Castillo de Darmstadt. 
Luis VI murió a la edad de 48 años, el 24 de abril de 1678, en Darmstadt.

## Matrimonios y descendientes
El 24 de noviembre de 1650 se casó con su prima hermana, María Isabel de Schleswig-Holstein-Gottorp (1634-1665), hija del duque Federico III de Schleswig-Holstein-Gottorp y de María Isabel de Sajonia. Tuvieron ocho hijos: 
- Magdalena Sibila (1652-1712), casada en 1673 con el duque Guillermo Luis de Wurtemberg (1647-1677).
- Sofía Leonor (1653).
- Jorge (1654-1655).
- María Isabel (1656-1715), casada en 1676 con el duque Enrique de Sajonia-Römhild (1650-1710).
- Augusta Magdalena (1657-1674).
- Luis VII (1658-1678), landgrave de Hesse-Darmstadt.
- Federico (1659-1676).
- Sofía María (1661-1712), casada en 1681 con el duque Cristián de Sajonia-Eisenberg (1653-1707).

Desde el 5 de diciembre de 1666, Luis VI contrajo matrimonio con Isabel Dorotea de Sajonia-Gotha-Altenburg (1640-1709), hija del duque Ernesto I de Sajonia-Gotha. Tuvieron 8 hijos: 
- Ernesto Luis (1667-1739), landgrave de Hesse-Darmstadt. Casado en 1687 con la princesa Dorotea Carlota de Brandeburgo-Ansbach (1661-1705), teniendo un matrimonio morganático a partir de 1727 con Luisa Sofía von Spiegel, condesa de Epstein (1690-1751).
- Jorge (1669-1705), mariscal de campo imperial y virrey de Cataluña.
- Sofía Luisa (1670-1758), casada en 1688 con el príncipe Ernesto Alberto II de Oettingen-Oettingen (1669-1731).
- Felipe (1671-1736), mariscal de campo imperial y el gobernador de Mantua. Casado en 1693 con la princesa María Teresa von Croy (1673-1714).
- Juan (1672-1673).
- Enrique (1674-1741), oficial imperial.
- Isabel Dorotea (1676-1721), casada en 1700 con el landgrave Federico III de Hesse-Homburg (1673-1746).
- Federico (1677-1708), canónigo de Colonia y de Wroclaw, y mariscal de campo ruso. Casado en 1704 con Petronella von Stockhausen Mans (1677-1751).